# Yun Ju-tae
Yun Ju-tae (* 22. Juni 1990 in Yangsan) ist ein südkoreanischer Fußballspieler.

## Laufbahn
Yun spielte in der Jugend für die Schulmannschaften der Middle- bzw. Highschool von Haksung. Ab 2009 trat er für die Mannschaft der Seouler Yonsei University in der südkoreanischen U-League, einer Universitätsliga, an und wurde mit Yonsei Meister 2010 dieser Spielklasse.
Nachdem er ab Ende April zum Probetraining beim deutschen Zweitligisten FSV Frankfurt vorgespielt hatte, wurde er zur Saison 2011/12 für zwei Jahre verpflichtet. Seinen ersten Pflichtspieleinsatz für die Bornheimer bestritt er am 30. Juli 2011 in der ersten Hauptrunde des DFB-Pokals bei Kickers Emden (5:1). Eine Woche später debütierte er auch in der Liga, als er beim Heimspiel gegen den MSV Duisburg in der Startaufstellung stand. Bald darauf musste er allerdings für längere Zeit pausieren, nachdem er sich am Knöchel verletzt hatte und sich im September einer Operation unterziehen musste. Erst im November stieg er wieder ins Mannschaftstraining ein. In der Winterpause wechselte der FSV Frankfurt den Trainer, anstelle von Hans-Jürgen Boysen wurde Benno Möhlmann verpflichtet. Unter dem neuen Coach, der die Mannschaft meist ein 4-4-2-System spielen lässt, kam Yun ab Februar 2012 regelmäßig zu Einsätzen, in den ersten drei Spielen stand er auch in der Startelf. Hier konkurrierte er mit dem Winter-Neuzugang Ilijan Mizanski und Macauley Chrisantus, blieb aber bis zum 31. Spieltag ohne Torerfolg. Beim 5:0-Auswärtssieg in Rostock am 13. April 2012 erzielte Yun seine ersten beiden Zweitligatreffer.
Ende Januar 2013 wurde Yun bis zum Saisonende 2012/13 an den Ligakonkurrenten SV Sandhausen ausgeliehen, wo er wieder auf seinen alten Trainer Hans-Jürgen Boysen stieß. In elf Spielen für Sandhausen blieb er ohne Torerfolg; am Ende stieg die Mannschaft sportlich aus der 2. Bundesliga ab. Yun kehrte aber nicht nach Frankfurt zurück, weil der FSV darauf verzichtete, seine entsprechende einseitige Option zu ziehen. 2014 verpflichtete der südkoreanische Verein FC Seoul Yun Ju-tae. Mit dem FC Seoul kam er im Korean FA Cup 2014 bis ins Finale, dort aber scheiterte er mit dem FC Seoul an Seongnam FC. 2015 erreichte er wieder das Finale des Korean FA Cups. Diesmal konnte sich sein Team gegen Incheon United durchsetzen. Damit gewann er zum ersten Mal den Korean FA Cup. 2016 erreichte er als Titelverteidiger wieder das Finale des Korean FA Cups, musste sich aber gegen den Erzrivalen Suwon Samsung Bluewings im Elfmeterschießen geschlagen geben. Dafür konnte er mit den FC Seoul die Ligameisterschaft in Südkorea feiern. Ende 2016 wechselte er aufgrund seines Militärdienstes zu Sangju Sangmu FC.

### International
Yun durchlief diverse südkoreanische Jugendnationalmannschaften.

## Erfolge
- Gewinner des Korean FA Cup: 2015
- Südkoreanischer Meister: 2016